# 王之棟 (高陽縣知縣)
王之棟（？—？），山東新城縣（今桓台縣新城鎮）人。明朝官員。

## 生平
歲貢生，官至直隸高陽縣知縣。

## 家族
五世祖王貴。父亲王重光，为第八子。